# Акт о капитуляции Германии
Акт о безогово́рочной капитуля́ции герма́нских вооружённых сил (англ. German Instrument of Surrender, фр. Actes de capitulation de l’Allemagne nazie, нем. Bedingungslose Kapitulation der Wehrmacht) — юридический документ, установивший перемирие на направленных против Германии фронтах Второй мировой войны, обязавший германские вооружённые силы к прекращению боевых действий и разоружению с недопущением уничтожения или повреждения военной техники, фактически означавший выход Германии из войны.
Акт первоначально был подписан представителями Верховного командования вермахта, верховного командования Западных союзников по антигитлеровской коалиции и Советского Союза 7 мая в 02:41 по центральноевропейскому времени в Реймсе (Франция). Капитуляция германских вооружённых сил вступила в силу 8 мая в 23:01 по центральноевропейскому времени (9 мая в 01:01 по московскому времени).
По требованию Верховного Главнокомандующего Вооружёнными Силами СССР И. В. Сталина состоялось повторное подписание капитуляции — в Берлине, в городском районе Карлсхорст в ночь с 8 на 9 мая.
Даты официального объявления главами государств о подписании капитуляции — 8 мая в странах Европы и 9 мая в СССР — стали отмечаться в соответствующих странах как День Победы.

## Подготовка текста документа
Идея безоговорочной капитуляции Германии была впервые оглашена президентом Рузвельтом 13 января 1943 года на конференции в Касабланке и с тех пор стала официальной позицией Объединённых Наций. Проект документа о капитуляции с января 1944 года разрабатывала Европейская консультативная комиссия (ЕКК). Этот обширный документ под названием «Условия капитуляции Германии» (англ. Instrument of Unconditional Surrender of Germany) был согласован в конце июля 1944 года и одобрен главами союзных правительств.
Документ был направлен, в частности, Главному командованию союзных сил (Supreme Headquarters Allied Expeditionary Force — SHAEF), но там его воспринимали не как обязательную инструкцию, а как рекомендации. Поэтому, когда 4—5 мая 1945 года вопрос о капитуляции Германии встал практически, в SHAEF не воспользовались имеющимся документом (возможно, опасаясь, что споры по содержащимся в нём политическим статьям усложнят переговоры с немцами), а разработали свой короткий, чисто военный документ, который в конечном итоге и стал актом о военной капитуляции. Текст был разработан группой американских офицеров из окружения союзного главнокомандующего Дуайта Эйзенхауэра, основным автором был полковник Филлимор (англ. Reginald Henry Phillimore) из 3-го (оперативного) отдела SHAEF. Чтобы текст акта о военной капитуляции не противоречил документу ЕКК, по предложению английского дипломата посла Вайнанда в него была добавлена статья 4, предполагавшая возможность замены этого акта «другим генеральным документом о капитуляции, заключённым Объединёнными Нациями или от их имени».
В свою очередь документ, разработанный ЕКК, стал основой декларации о поражении Германии, которая была подписана спустя месяц после подписания актов о военной капитуляции.

## Частичные капитуляции
Общей капитуляции Германии предшествовала серия частичных капитуляций крупнейших соединений, остававшихся у нацистской Германии.

### В Италии и Западной Австрии
29 апреля 1945 года акт о капитуляции группы армий «C» («Ц») подписал в Казерте её командующий генерал-полковник Г. Фитингоф-Шеель, условия капитуляции вступали в силу 2 мая в 12:00. Подписанию предшествовали тайные переговоры представителей США и Великобритании с представителями Германии. На церемонии подписания акта по настойчивому требованию И. В. Сталина от советской стороны присутствовал генерал-майор А. П. Кисленко.

### В Берлине
2 мая 1945 года перед Красной армией капитулировал берлинский гарнизон под командованием Гельмута Вейдлинга (см. Штурм Берлина). В тот же день во Фленсбурге новый глава Германии, назначенный согласно завещанию Гитлера, гросс-адмирал Карл Дёниц провёл совещание с членами вновь сформированного германского правительства. Оценив военную обстановку как безнадёжную, участники совещания решили сосредоточить свои главные усилия на том, чтобы спасти как можно больше немцев от наступающих советских войск, избегая военных действий на Западе и продолжая их против англо-американских войск только в той мере, в какой они будут препятствовать попыткам немецких войск уклониться от Красной армии. Признавалось, что ввиду имеющихся соглашений между СССР и его западными союзниками будет трудно добиться капитуляции немецких войск только на Западе и поэтому следует проводить политику частных капитуляций на уровне групп армий и ниже.

### На северо-западных фронтах
4 мая в 18:30 вновь назначенный главнокомандующим германскими ВМС адмирал флота Ганс-Георг Фридебург подписал акт о капитуляции всех германских вооружённых сил в Голландии, Дании, Шлезвиг-Гольштейне и Северо-Западной Германии перед 21-й группой армий фельдмаршала Б. Монтгомери. Капитуляция вступала в силу 5 мая в 08:00.

### В Баварии и Западной Австрии
5 мая перед американским генералом Д. Деверсом капитулировал генерал пехоты Ф. Шульц, командовавший группой армий «G», действовавшей в Баварии и Западной Австрии. Однако на юге у Рейха оставалась ещё крупная группировка групп армий «Центр» и «Австрия» (бывш. «Юг») под командованием генерал-фельдмаршала Альберта Кессельринга.

## Первый акт

### Германское правительство за капитуляцию только на Западе
Подписав 4 мая в Люнебурге акт о капитуляции германских войск на севере, адмирал Фридебург по поручению Дёница направился в Реймс, в штаб-квартиру Эйзенхауэра, с тем чтобы поставить перед ним вопрос о капитуляции немецких войск на Западном фронте. Из-за нелётной погоды в Реймсе самолёт приземлился в Брюсселе, далее пришлось добираться на автомобиле, и в Реймс немецкая делегация прибыла только к 17:00 5 мая. Между тем Эйзенхауэр заявил своему начальнику штаба Уолтеру Беделлу Смиту, принимавшему делегацию, что с немцами торга не будет и он не намерен видеть немцев до тех пор, пока они не подпишут условий капитуляции. Переговоры были поручены генералам У. Б. Смиту и Карлу Стронгу (последний участвовал в переговорах о капитуляции Италии в 1943 году).

### Подготовка
6 мая в штаб-квартиру Главного командования союзных сил (англ. SHAEF) были вызваны представители союзнических командований: члены советской миссии генерал Суслопаров и полковник Зенькович, а также заместитель начальника Высшего штаба национальной обороны Франции генерал Севез (начальник штаба, генерал Жюин, находился в Сан-Франциско на учредительной конференции ООН). Эйзенхауэр всячески пытался успокоить подозрительность советских представителей, которые считали, что англо-американские союзники готовы сговориться с немцами за их спиной. Что же касается роли Севеза, подписывающего акт в качестве свидетеля, то она оказалась ничтожной — генерал, будучи военным, не пытался отстаивать интересы престижа Франции и, в частности, не протестовал против отсутствия французского флага в помещении, где подписывалась капитуляция. Сам Эйзенхауэр отказался участвовать в церемонии подписания акта по протокольным соображениям, так как немецкую сторону представлял начальник штаба, а не главнокомандующий — церемония, таким образом, должна была пройти на уровне начальников штабов.

### Переговоры
Переговоры проходили в помещении оперативного отдела союзного штаба (этот штаб помещался в здании, которое называли «красным школьным зданием», собственно — в здании технического коллежа). Для демонстрации Фридебургу бесперспективности положения немцев Смит велел увешать стены картами, обозначавшими положение на фронтах, а также картами с обозначением якобы готовящихся союзниками ударов. Эти карты произвели на Фридебурга большое впечатление. Фридебург предложил Смиту капитуляцию оставшихся немецких войск на Западном фронте — Смит ответил, что Эйзенхауэр отказывается продолжать переговоры, если предложение о капитуляции не будет относиться также и к Восточному фронту: возможна только общая капитуляция, причём войска на Западе и Востоке должны оставаться на своих местах. На это Фридебург ответил, что у него нет полномочий на подписание общей капитуляции. Изучив представленный ему текст акта о капитуляции, Фридебург телеграфировал Дёницу, прося разрешения подписать общую капитуляцию или послать для этого начальника штаба Верховного командования вермахта Вильгельма Кейтеля и командующих воздушными и морскими силами.
Дёниц счёл условия капитуляции неприемлемыми и послал в Реймс начальника штаба оперативного руководства Альфреда Йодля, который был известен как категорический противник капитуляции на Востоке. Йодль должен был объяснить Эйзенхауэру, почему общая капитуляция невозможна, однако на всякий случай у него была письменная доверенность от Дёница, уполномочивающая подписать безоговорочную капитуляцию на всех фронтах. Йодль мог воспользоваться этими полномочиями только после получения им по радиосвязи разрешения Дёница.
Йодль прибыл в Реймс вечером 6 мая. После часовой дискуссии с ним Смит и Стронг пришли к выводу, что немцы просто тянут время, чтобы успеть переправить на Запад как можно больше войск и беженцев, о чём и доложили Эйзенхауэру. Последний велел Смиту передать немцам, что «если они не прекратят искать отговорки и тянуть время, я немедленно закрою весь фронт союзников и силой остановлю поток беженцев через расположение наших войск. Я не потерплю никаких дальнейших проволочек». Получив этот ответ, Йодль понял, что его положение безвыходно, и запросил у Дёница полномочий на общую капитуляцию, отметив в радиограмме, что не видит «другого выхода, кроме хаоса или подписания». Дёниц назвал поведение Эйзенхауэра «самым настоящим шантажом», однако также поняв безвыходность ситуации, вскоре после полуночи 7 мая поручил Кейтелю ответить: «Гросс-адмирал Дёниц предоставляет полное право подписать в соответствии с предложенными условиями». Разрешение на подписание было получено Йодлем по радиосвязи в 00:40.
Церемония подписания была назначена на 02:30 7 мая по центральноевропейскому времени. Согласно тексту акта германские войска должны были прекратить военные действия в 23:01 по центральноевропейскому времени 8 мая, то есть спустя почти двое суток после подписания акта. Дёниц надеялся воспользоваться этим временем, чтобы переместить на Запад как можно больше войск и беженцев.

### Подписание
- Тексты по теме см. полный текст акта о безоговорочной капитуляции Германии от 7 мая в Викитеке

Акт был подписан 7 мая в 02:41 по центральноевропейскому времени начальником штаба оперативного руководства Верховного командования вермахта генерал-полковником Альфредом Йодлем. Капитуляцию приняли от англо-американской стороны — генерал-лейтенант армии США, начальник Главного штаба Союзных экспедиционных сил Уолтер Беделл Смит, от СССР — представитель Ставки Верховного Главнокомандования при командовании союзников генерал-майор Иван Алексеевич Суслопаров. Акт подписал также заместитель начальника Штаба национальной обороны Франции бригадный генерал Франсуа Севез в качестве свидетеля. Аутентичным является английский текст данного акта.
- Подписание капитуляции в Реймсе.
Спиной: Ганс Фридебург, Альфред Йодль, Вильгельм Оксениус. В центре, слева от свободного стула — Уолтер Беделл Смит, справа — Иван Суслопаров
- Альфред Йодль подписывает акт о капитуляции в Реймсе
- Йодль подписывает капитуляцию.
Слева направо: Вильгельм Оксениус (переводчик и помощник Йодля), Йодль, Фридебург; стоит Карл Спаатс (глава разведуправления SHAEF)
- После подписания капитуляции.
В первом ряду: Суслопаров, Смит, Эйзенхауэр, Теддер

Не дожидаясь сообщения о состоявшейся церемонии, в 01:35 Дёниц отдал следующий приказ фельдмаршалу Кессельрингу и генералу Винтеру, переданный для сведения также командующему группой армий «Центр» Ф. Шёрнеру, командующему войсками в Австрии Л. Рендуличу и командующему войсками Юго-Востока А. Лёру (из дневника Верховного командования вермахта):

Задача состоит в том, чтобы отвести на запад возможно больше войск, действующих на Восточном фронте, пробиваясь при этом в случае необходимости с боем через расположение советских войск. Немедленно прекратить какие бы то ни было боевые действия против англо-американских войск и отдать приказ войскам сдаваться им в плен. Общая капитуляция будет подписана сегодня в ставке Эйзенхауэра. Эйзенхауэр обещал генерал-полковнику Йодлю, что боевые действия будут прекращены 9 мая 1945 г. в 0 часов 00 минут по летнему германскому времени…
Похожий текст содержится в директиве начальника штаба Верховного командования вермахта Вильгейма Кейтеля, датированной 7 мая 1945 г. 01:35, но время прекращения боевых действий указано на 1 час позже:

Всем войскам, противостоящим восточному противнику, как можно скорее отступать на Запад, при необходимости пробиваться через боевые порядки русских. Немедленно прекратить всякое сопротивление англо-американским войскам и организовать сдачу войск в плен. Общая капитуляция будет подписана уже сегодня у Эйзенхауэра. Эйзенхауэр обещал Йодлю прекращение огня к 01.00 9.5.1945 г. (по немецкому времени).
В телеграмме (предположительно, от Дёница главнокомандующему люфтваффе генерал-фельдмаршалу Роберту фон Грейму), помеченной датой 8 мая 1945 года 22:40, говорится о прекращении любых активных боевых действий с 9 мая 1945 года 01:00 по германскому летнему времени.

### Радиообращение к немецкому народу
7 мая в 14:27 (по другим источникам, 12:45) германское радио (из Фленсбурга) официально сообщило о подписании капитуляции. Министр иностранных дел правительства Дёница граф Шверин фон Крозиг произнёс следующую речь:

Немцы и немки!
Верховное главнокомандование вермахта по приказанию гросс-адмирала Дёница заявило о безоговорочной капитуляции германских войск. Как руководящий министр имперского правительства, образованного гросс-адмиралом для завершения всех военных задач, я обращаюсь в этот трагический момент нашей истории к немецкому народу…
Никто не должен заблуждаться насчёт тяжести тех условий, которые наложат на нас наши противники. Необходимо без всяких громких фраз, ясно и трезво смотреть им в лицо. Никто не может сомневаться в том, что грядущие времена будут для каждого из нас суровы и во всех областях жизни потребуют от нас жертв. Мы обязаны принести их и лояльно отнестись ко всем обязательствам, которые на себя берём. Но мы не смеем отчаиваться и предаваться тупой покорности судьбе. Мы должны найти путь, чтобы из этого мрака выйти на дорогу нашего будущего. Пусть тремя путеводными звёздами, которые всегда были залогом подлинно германской сущности, нам послужат единение, право и свобода…
Мы должны положить в основу нашей народной жизни право. Высшим законом и главной направляющей нитью для нашего народа должна стать справедливость. Мы должны признать право и по внутреннему убеждению, и как основу наших отношений с другими народами. Уважение заключённых договоров должно быть для нас таким же святым, как и чувство принадлежности к европейской семье народов, являясь членом которой мы хотим привести к расцвету все наши человеческие, моральные и материальные силы, чтобы залечить ужасные раны, нанесённые войной.
Тогда мы сможем надеяться, что атмосфера ненависти, которая ныне окружает Германию во всем мире, уступит место тому примирению народов, без которого немыслимо оздоровление мира, и что нам снова подаст свой сигнал свобода, без которой ни один народ не может жить прилично и достойно.
Мы хотим видеть будущее нашего народа в осознании глубочайших и лучших сил каждого живущего, кому мир дал непреходящие творения и ценности. С гордостью за героическую борьбу нашего народа мы будем сочетать стремление в качестве звена западно-христианской культуры вносить свой вклад в честный мирный труд в духе лучших традиций нашего народа.
Да не покинет нас Бог в нашей беде, да освятит он наше трудное дело!

### Запрет на публичное объявление
Хотя на церемонии подписания акта присутствовала группа из семнадцати журналистов, США и Великобритания по просьбе советской стороны согласились отложить публичное объявление о капитуляции, чтобы Советский Союз мог подготовить вторую церемонию капитуляции в Берлине. С репортёров была взята клятва, что они сообщат о капитуляции только 36 часов спустя — ровно в 3 часа дня 8 мая 1945 года. В нарушение договорённости, 7 мая в 15:41 (15:35) о немецкой капитуляции сообщило агентство «Ассошиэйтед пресс», репортёр которого, Эдвард Кеннеди, после немецкого сообщения счёл себя свободным от обещания держать событие в секрете. За это Кеннеди был уволен из агентства, и молчание о капитуляции продолжалось на Западе ещё сутки — только днём 8 мая о ней было объявлено официально. В Советском Союзе на информацию о капитуляции 7 мая также вначале был наложен запрет.

## Второй акт

### Подпись Суслопарова на реймском акте
В публикациях со ссылкой на воспоминания бывшего начальника оперативного отдела Генерального штаба генерала армии Сергея Штеменко представлена следующая ситуация с подписанием акта в Реймсе. Вечером 6 мая генерал Суслопаров был принят главнокомандующим союзными силами Д. Эйзенхауэром, который сообщил о предстоящем (в 02:30 7 мая 1945 года) подписании акта о капитуляции, попросил передать в Москву текст акта и получить разрешение на подписание документа. Суслопаров, как отмечает Штеменко, «передал телеграмму в Москву о предстоящем акте подписания капитуляции и текст протокола; просил указаний». Однако на момент подписания капитуляции инструкции из Москвы не поступили. Из воспоминаний Сергея Штеменко:

Начальник советской военной миссии принял решение подписать документ о капитуляции. В то же время он, обеспечивая возможность для Советского правительства повлиять в случае необходимости на последующий ход событий, сделал примечание к документу. В примечании говорилось, что данный протокол о военной капитуляции не исключает в дальнейшем подписания иного, более совершенного акта о капитуляции Германии, если о том заявит какое-либо союзное правительство.
Телеграмма Сталина с запретом что-либо подписывать опоздала, но лично к Суслопарову претензий от Верховного главнокомандующего не было.

### Необходимость повторного подписания капитуляции
Сталин был возмущён подписанием капитуляции в Реймсе, при котором ведущую роль играли западные союзники. Он отказался признать этот акт, потребовав нового подписания его во взятом Красной армией Берлине и попросив союзников не делать официальных объявлений о победе до вступления в силу капитуляции (то есть до 9 мая).
В последнем требовании ему отказали и Черчилль (который отметил, что парламент потребует от него информации о подписании капитуляции), и Трумэн (который заявил, что просьба Сталина поступила к нему слишком поздно и отменить объявление о победе уже невозможно). Со своей стороны Сталин заявил:

Договор, подписанный в Реймсе, нельзя отменить, но его нельзя и признать. Капитуляция должна быть учинена как важнейший исторический акт и принята не на территории победителей, а там, откуда пришла фашистская агрессия, — в Берлине, и не в одностороннем порядке, а обязательно верховным командованием всех стран антигитлеровской коалиции.
В ответ союзники согласились провести церемонию повторного подписания акта в Берлине. Эйзенхауэр известил Йодля, что германским главнокомандующим видами вооружённых сил надлежит явиться для совершения окончательной официальной процедуры в то время и место, какое будет указано советским и союзным командованиями.

### Обращение глав государств к народу 8 мая 1945 года
Сразу после подписания капитуляции в Реймсе Эйзенхауэр рекомендовал сделать одновременное заявление глав государств в Москве, Лондоне и Вашингтоне 8 мая в 15:00 (по центральноевропейскому времени), провозгласив 9 мая днём окончания войны. После заявления советского командования о необходимости повторного подписания капитуляции Эйзенхауэр изменил своё первое предложение, объясняя это тем, что «неблагоразумно делать какие-либо заявления до тех пор, пока русские не будут полностью удовлетворены». Когда выяснилось, что Москва не сможет ускорить время объявления о капитуляции, в Лондоне и Вашингтоне решили сделать это 8 мая (как предлагалось первоначально), провозгласив 8 мая днём достижения победы в Европе.
В 15:15 по центральноевропейскому времени 8 мая 1945 года премьер-министр Великобритании Уинстон Черчилль выступил с радиообращением к народу своей страны. Из радиообращения Черчилля:

…нет никаких причин скрывать от народа сообщённый нам генералом Эйзенхауэром факт подписания в Реймсе безоговорочной капитуляции, а также нет причин, запрещающих нам праздновать сегодняшний и завтрашний дни как дни Победы в Европе. Сегодня, возможно, мы больше будем думать о себе. А завтра мы должны отдать должное нашим русским товарищам, чья отвага на полях сражений стала одним из важнейших слагаемых нашей общей победы.
Примерно в это же время (согласно договорённости — спустя 36 часов после подписания капитуляции в Реймсе) выступили с обращением и другие главы государств. В США (там было ещё утро) выступил с заявлением по радио президент Гарри Трумэн, который обещал, что «не сделает официального сообщения до 9 часов утра по вашингтонскому времени 8 мая, или 16 часов по московскому, если маршал Сталин не выразит своё согласие на более ранний час».

### Подписание акта в Карлсхорсте
- Тексты по теме см. полный текст акта о безоговорочной капитуляции Германии от 8 мая в Викитеке

Утром 8 мая в Берлин прибыл самолётом заместитель наркома иностранных дел Андрей Вышинский с документами по капитуляции. Также с утра начали прибывать журналисты, корреспонденты крупнейших газет и журналов мира. В середине дня на аэродроме Темпельхоф представителей Верховного командования союзных войск: комендант Берлина генерал-полковник Берзарин, заместитель командующего 1-м Белорусским фронтом генерал армии Соколовский, член Военного совета армии генерал-лейтенант Боков. На тот же аэродром во второй половине дня из Фленсбурга прибыли под охраной английских офицеров представители верховного командования германских вооружённых сил. Последней прибыла французская делегация.
Окончательный акт о безоговорочной капитуляции германских вооружённых сил был подписан в ночь с 8 на 9 мая в Карлсхорсте — районе в восточной части Берлина — в здании офицерского клуба бывшего военно-инженерного училища.
От германской стороны акт подписали: бывший начальник штаба Верховного командования вермахта генерал-фельдмаршал Вильгельм Кейтель, главнокомандующий кригсмарине адмирал фон Фридебург и генерал-полковник люфтваффе Штумпф.
Безоговорочную капитуляцию приняли командующий 1-м Белорусским фронтом маршал Георгий Жуков и заместитель главнокомандующего союзными экспедиционными силами маршал Артур Теддер (Великобритания). В качестве свидетелей свои подписи поставили генерал К. Спаатс (США) и генерал Ж. де Латр де Тассиньи (Франция).
- Георгий Жуков зачитывает акт о капитуляции в Карлсхорсте.
Рядом с Жуковым — Артур Теддер
- Текст Акта передаётся Вильгельму Кейтелю
- Кейтель подписывает капитуляцию в Карлсхорсте. 8 мая 1945 года, 22:43 по центральноевропейскому времени[23]
- Жуков и Теддер подписывают акт о капитуляции

### Различия текста двух актов
Текст акта почти дословно повторяет текст акта, подписанного в Реймсе, и подтверждает время прекращения огня — 8 мая в 23:01 по центральноевропейскому времени. Основные изменения были следующие:
- в английском тексте выражение Soviet High Command (Советское Верховное Командование) заменено на Supreme High Command of the Red Army (Верховное Главнокомандование Красной армии);
- в статье 2 к требованиям прекратить военные действия и оставаться на своих местах добавлено требование о полном разоружении и передаче оружия и военного имущества союзным войскам, кроме того, расширен список военно-технических средств, которые не должны подвергаться разрушению или повреждению;
- удалена преамбула: «Только данный текст на английском языке является авторитетным» и добавлена статья 6 с указанием: «Этот акт составлен на русском, английском и немецком языках. Только русский и английский тексты являются аутентичными».

## Последующие события
По согласованию между правительствами СССР, США и Великобритания, была достигнута договорённость считать процедуру в Реймсе предварительной. Именно таким образом она трактовалась в СССР, где значение акта 7 мая всячески принижалось (в обращении Сталина к советскому народу, переданном по радио 9 мая в 21:00, акт, подписанный в Реймсе, назван как «предварительный протокол капитуляции»), тогда как на Западе он расценивается как собственно подписание капитуляции, а акт в Карлсхорсте — как его ратификация. Так, Черчилль в своём радиообращении от 8 мая заявил: «Вчера утром, в 2:41 утра, генерал Йодль <…> и гросс-адмирал Дёниц <…> подписали акт безоговорочной капитуляции всех германских сухопутных, морских и воздушных сил <…>. Сегодня это соглашение будет ратифицировано и подтверждено в Берлине».
Советские граждане узнали о подписании капитуляции в Карлсхорсте из сообщения Совинформбюро 9 мая 1945 года в 2 часа 10 минут ночи по московскому времени. Диктор Юрий Левитан зачитал Акт о военной капитуляции фашистской Германии и Указ Президиума Верховного Совета СССР об объявлении дня 9 мая праздником Победы. Сообщение передавалось всю ночь, а затем весь день 9 мая. Вечером 9 мая с обращением к советскому народу выступил Иосиф Сталин, после чего Юрий Левитан зачитал приказ Верховного Главнокомандующего о полной победе над фашистской Германией и об артиллерийском салюте сегодня, 9 мая, в 22 часа тридцатью залпами из тысячи орудий.
Приняв капитуляцию, Советский Союз не подписал мир с Германией, то есть формально остался в состоянии войны. Указ о прекращении состояния войны был принят Президиумом Верховного Совета СССР 25 января 1955 года. Тем не менее под собственно Великой Отечественной войной подразумеваются лишь военные действия против Германии до 9 мая 1945 года.
Заменяющим документом, о котором шла речь в статье 4 (практически одинаковой в обоих актах о капитуляции), явилась подписанная 5 июня 1945 года в Берлине представителями четырёх союзных держав — СССР, Великобритании, США и Франции — декларация о поражении Германии.